# هنشلبن
هنشلبن (به آلمانی: Henschleben) یک شهر در آلمان است که در زومردا واقع شده‌است. هنشلبن ۳۶۸ نفر جمعیت دارد.